# Begonia paganuccii
Espèce
Classification phylogénétique
Begonia paganuccii est une espèce de plantes herbacées de la famille des Begoniaceae.